# Wiehe
Wiehe este un oraș din landul Turingia, Germania.

## Personalități născute aici
- Leopold von Ranke (1795 - 1886), istoric.

1. ↑  Alle politisch selbständigen Gemeinden mit ausgewählten Merkmalen am 31.12.2018 (4. Quartal) (în germană), Statistisches Bundesamt[*], arhivat din original la 10 martie 2019, accesat în 10 martie 2019